# Aaro Astala
Aaro Astala, född den 22 december 1996, är en finländsk innebandysspelare som spelar för schweiziska Floorball Köniz och finländska landslaget.
Aaro Astala har med det finländska landslaget ett VM-brons år 2022 och ett VM-guld 2024 samt ett silver i World Games år 2025.